# Liste der Biografien/Wito
Liste der Biografien |
Portal Biografien |
Personensuche
# |
A |
B |
C |
D |
E |
F |
G |
H |
I |
J |
K |
L |
M |
N |
O |
P |
Q |
R |
S |
T |
U |
V |
W |
X |
Y |
Z |
?
 
Wa |
Wc |
Wd |
We |
Wh |
Wi |
Wj |
Wl |
Wn |
Wo |
Wr |
Ws |
Wt |
Wu |
Ww |
Wy |
Wz
 
Wia |
Wib |
Wic |
Wid |
Wie |
Wif |
Wig |
Wih |
Wii |
Wij |
Wik |
Wil |
Wim |
Win |
Wio |
Wip |
Wir |
Wis |
Wit |
Wiv |
Wiw |
Wix |
Wiz
 
Wita |
Witb |
Witc |
Witd |
Wite |
Witg |
With |
Witi |
Witj |
Witk |
Witl |
Witm |
Witn |
Wito |
Witp |
Witr |
Wits |
Witt |
Witu |
Witv |
Witw |
Witz
Die Liste der Biografien führt alle Personen auf, die in der deutschsprachigen Wikipedia einen Artikel haben. Dieses ist eine Teilliste mit 8 Einträgen von Personen, deren Namen mit den Buchstaben „Wito“ beginnt.

## Wito

### Witos
- Witos, Wincenty (1874–1945), polnischer Politiker, Mitbegründer der polnischen Bauernbewegung und JournalistWincenty Witos (1874–1945)

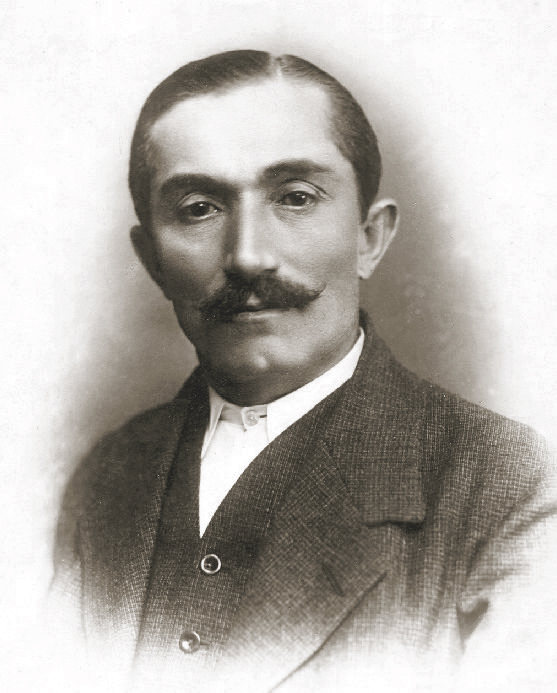
Wincenty Witos (1874–1945)

- Witoszynskyj, Eleonore (* 1941), österreichische Rhythmikerin und Instrumentalpädagogin
- Witoszynskyj, Leo (1941–2008), österreichischer Gitarrist

### Witow
- Witow, Barbara (* 1944), deutsche Schauspielerin und Synchronsprecherin
- Witowski, Andreas Iwan von (1770–1847), preußischer Oberst
- Witowski, Janis (* 1985), deutscher Historiker und Museumsleiter
- Witowski, Michael von (1885–1945), deutscher Benediktiner, Abt des Klosters Weingarten (1929 bis 1933), später Weltpriester in Berlin
- Witowski, Sebastian (* 1976), polnischer Eishockeyspieler